# Maurice Ier de Craon
Pour les autres membres de la famille, voir Famille de Craon.
Maurice Ier de Craon, né vers 1070 et mort en 1116, est seigneur de Craon de 1101 à sa mort en 1116.

## Biographie
Maurice Ier de Craon, né vers 1070, est le fils de Renaud Ier de Craon et d'Agnès de Vitré et le frère de Robert de Craon, croisé et grand maître de l'Ordre du Temple.

### Seigneur de Craon
Maurice Ier de Craon devient seigneur de Craon à la mort de son père le 16 décembre 1101, et le reste jusqu'à sa propre mort en 1116. Contrairement à son père, il ne porte pas le surnom « le Bourguignon », qui est ensuite repris par sa fille. À partir de Maurice Ier, les seigneurs de Craon n'utilisent plus ce surnom.
Vers 1095, il épouse Tiphaine, fille de Hugues de Chantocé. À la suite des morts de son père et de son oncle Hubert, après 1105, Thiphaine hérite des seigneuries de Chantocé et d'Ingrandes, qui entrent ainsi dans la famille de Craon,. Après la mort de son mari, elle se remarie avec Simon Crespin, seigneur de Champtoceaux, qui est d'un rang inférieur au sien.
Maurice Ier de Craon a un long conflit avec l'abbaye de la Trinité de Vendôme, au sujet de droits féodaux dont il réclame le paiement au prieuré Saint-Clément de Craon, qui dépend de l'abbaye de la Trinité de Vendôme. Geoffroi de Vendôme, abbé de la Trinité, bien que cousin de Maurice, le fait excommunier par l'évêque d'Angers Renaud de Martigné et condamner par le comte d'Anjou Geoffroi Martel en 1105. Maurice doit alors renoncer à ses prétentions. 
Maurice Ier de Craon meurt en 1116. Il est pourtant cité, par erreur, dans la Gesta Consulum Andegavorum (Chronique des comtes d'Anjou), parmi les seigneurs angevins qui, conduits par le comte d'Anjou Foulques V, gagnent en 1118 la bataille de Sées contre le roi d'Angleterre Henri Ier Beauclerc,.

### Descendance
Maurice Ier de Craon et Tiphaine de Chantocé ont deux enfants, qui portent les noms de leur grand-père maternel et de leur mère :
- Hugues de Craon, mort en 1138, seigneur de Craon après son père[6] ;
- Théophanie la Bourguignonne, épouse de Hugues du Puy du Fou, grand chambrier des rois Louis VI le Gros et Louis VII le Jeune[6].